# Hyperion N. cirkáló
A Hyperion egy kitalált űrjármű a Babylon 5 univerzumban.

## Története
A Hyperion osztályú nehézcirkáló a legrégibb óriáshajója a Földi Szövetségnek, amely még mindig szolgálatban van. Habár nem annyira hatékony, mint az új Nova és Omega osztályú csillaghajók, még mindig elég erős, hogy elpusztítsa a legtöbb ellenfelet. Ez volt a Földi Szövetség elsődleges óriáshajója a Diglar invázió alatt, és tovább szolgálta a Szövetséget a Föld-minbari háborúban.
Amikor a Hyperion 2226-ban szolgálatba állt, az volt a Földi Erő legerősebb hajója, de abban az időben a földi tudósok még nem tökéletesítették a vezértengely szerkezetét, ami a forgórészekhez használatos, sem pedig a nehézlézer nem volt rajta, ami az új Nehézcirkálókon már alapfelszereltségnek minősül. A Hyperionnak nincsenek forgórészei és a legénység kénytelen mikrogravitációs környezetben élni és dolgozni. A "0" gravitációs környezet degradáló hatása miatt nem tudnak hosszabb távú küldetéseket vállalni, és általában a Földi Szövetség fenségterülete közelében teljesítenek szolgálatot.
A Föld-minbari háború után a legtöbb túlélő nehézcirkálót felszerelték az új fegyverekkel, mint például a nehézlézer-ágyú. Mostanában támogatóként szolgálnak az újabb Nováknak és Omegáknak.

## Technikai jellemzése
- Modell: Karmatech Hyperion Osztályú Nehézcirkáló
- Hossz: 1188,7 méter
- Energiaforrás: 3 C-420 fúziós reaktor
- Hajtómű: 3 Beigle-Bryant 9000A sugárhajtómű
- Ugrókapu nyitási lehetőség: Ugróhajtómű
- Tömeg: 31500 tonna
- Legénység: 350
- Vadászok: 6 Aurora osztályú Csillagvadász
- Védelem: 6-8 méteres megerősített páncélzat
- Járőrözési idő: 1 év
- Fegyverzet:
  - 2 52mm Közepes Impulzuságyú
  - 2 40mm Közepes Impulzuságyú
  - 2 Nehéz lézerágyú
  - 2 Szabvány részecskesugár
  - 4 Impulzus kisüléságyú
  - 2 Rakétasiló